# Presentatori del Junior Eurovision Song Contest
Più di 40 persone sono ricordate per essere state scelte come conduttori o conduttrici televisivi del Junior Eurovision Song Contest, competizione canora organizzata ogni anno a partire dal 2003 dall'Unione europea di radiodiffusione per i ragazzi dai 9 ai 14 anni.
Dal 2003 al 2008, dal 2010 al 2013, dal 2016 al 2017 erano sempre presenti due presentatori.
Nel 2009, dal 2018 al 2024 sono presenti tre presentatori.
Nel 2014 e nel 2015 era presente un unico presentatore.

## Presentatori

### Principali
| Anno | Sede                   | Conduzione                                                |
| ---- | ---------------------- | --------------------------------------------------------- |
| 2003 | Copenaghen, Danimarca  | Remee e Camilla Ottesen                                   |
| 2004 | Lillehammer, Norvegia  | Stian Barsnes Simonsen e Nadia Hasnaoui                   |
| 2005 | Hasselt, Belgio        | Marcel Vanthilt e Maureen Louys                           |
| 2006 | Bucarest, Romania      | Ioana Ivan e Andreea Marin Bănică                         |
| 2007 | Rotterdam, Paesi Bassi | Sipke Jan Bousema e Kim-Lian van der Meij                 |
| 2008 | Limassol, Cipro        | Alex Michael e Sophia Paraskeva                           |
| 2009 | Kiev, Ucraina          | Timur Mirošnyčenko, Ani Lorak e Dmytro Borodin            |
| 2010 | Minsk, Bielorussia     | Denis Kur'jan e Lejla Ismailava                           |
| 2011 | Erevan, Armenia        | Avet Barseghyan e Gohar Gasparyan                         |
| 2012 | Amsterdam, Paesi Bassi | Ewout Genemans e Kim-Lian van der Meij                    |
| 2013 | Kiev, Ucraina          | Timur Mirošnyčenko e Zlata Ohnjevič                       |
| 2014 | Marsa, Malta           | Moira Delia                                               |
| 2015 | Sofia, Bulgaria        | Poli Genova                                               |
| 2016 | La Valletta, Malta     | Ben Camille e Valerie Vella                               |
| 2017 | Tbilisi, Georgia       | Helen Kalandadze e Lizi Japaridze                         |
| 2018 | Minsk, Bielorussia     | Jaŭgen Perlin, Zinaida Kuprijanovič e Helena Meraai       |
| 2019 | Gliwice, Polonia       | Ida Nowakowska, Aleksander Sikora e Roksana Węgiel        |
| 2020 | Varsavia, Polonia      | Ida Nowakowska, Rafał Brzozowski e Małgorzata Tomaszewska |
| 2021 | Parigi, Francia        | Élodie Gossuin, Olivier Minne e Carla Lazzari             |
| 2022 | Erevan, Armenia        | Garik Papoyan, Iveta Mukuchyan e Karina Ignatyan          |
| 2023 | Nizza, Francia         | Olivier Minne, Laury Thilleman e Ophenya                  |
| 2024 | Madrid, Spagna         | Ruth Lorenzo, Marc Clotet e Melani García                 |
| 2025 | Tbilisi, Georgia       | Georgia (bandiera)                                        |

#### Galleria d'immagini

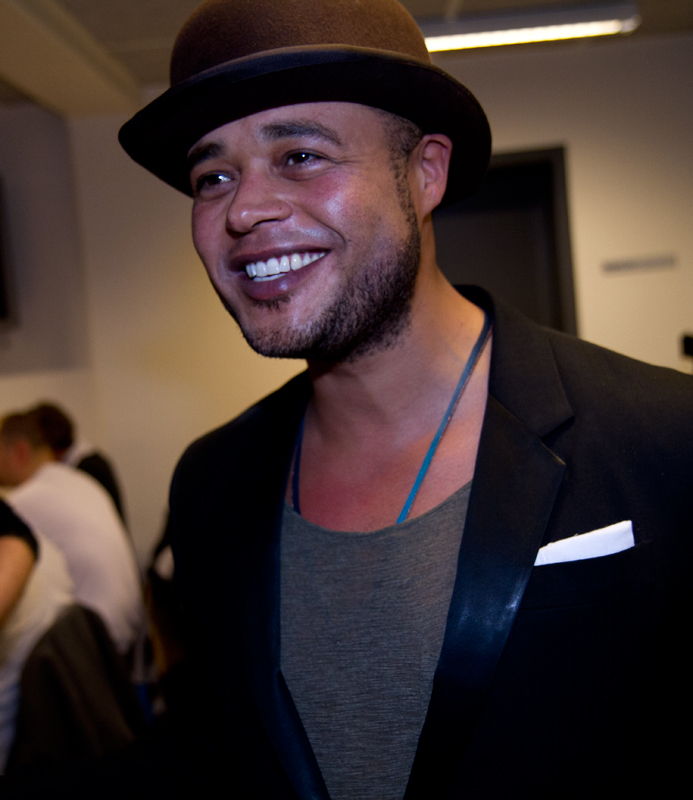
Remee, presentatore dell'edizione 2003 (in coppia con Camilla Ottesen) a Copenaghen
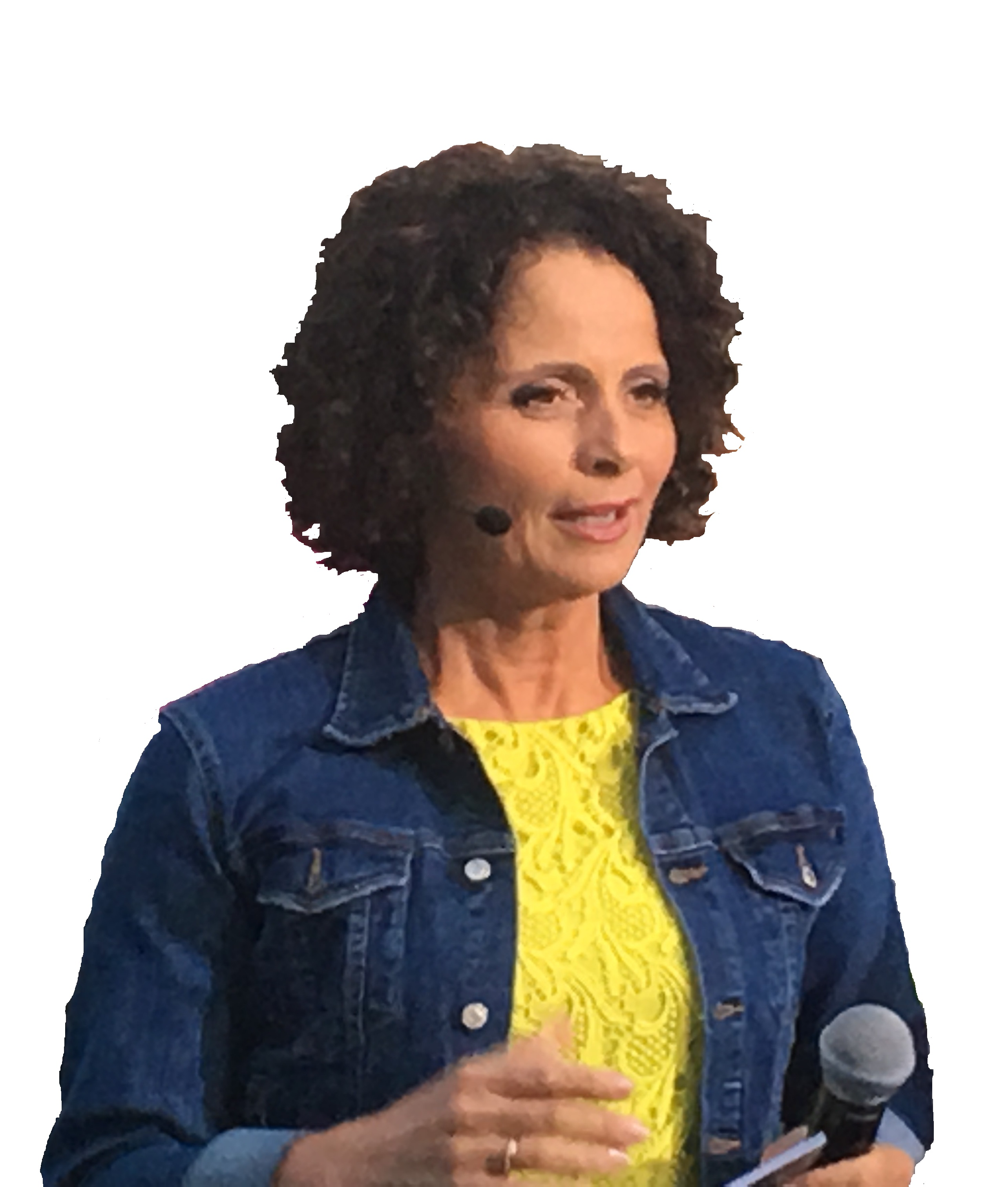
Nadia Hasnaoui, presentatrice dell'edizione 2004 (in coppia con Stian Barsnes Simonsen) a Lillehammer
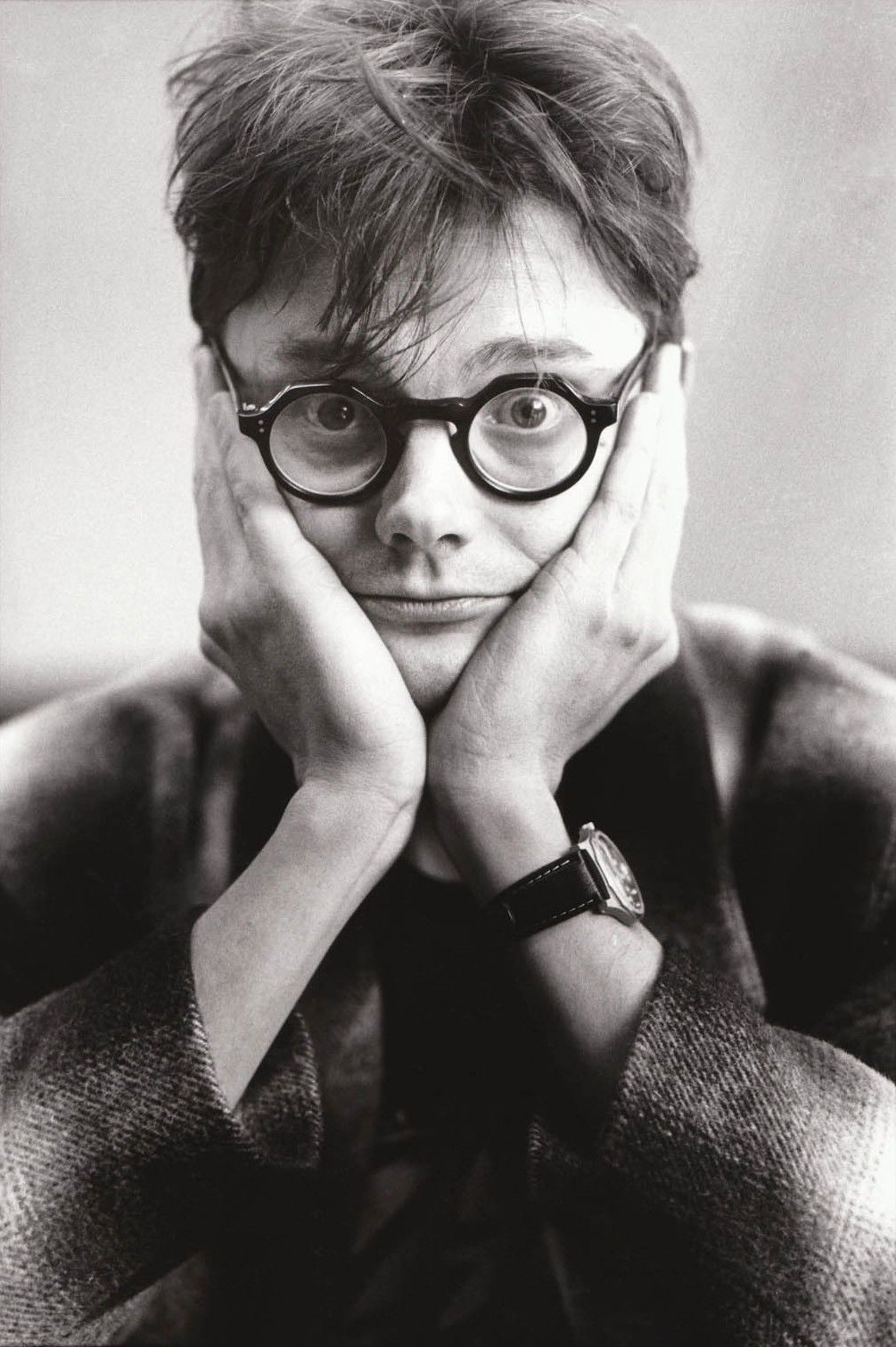
Marcel Vanthilt, presentatore dell'edizione 2005 (in coppia con  Maureen Louys) a Hasselt
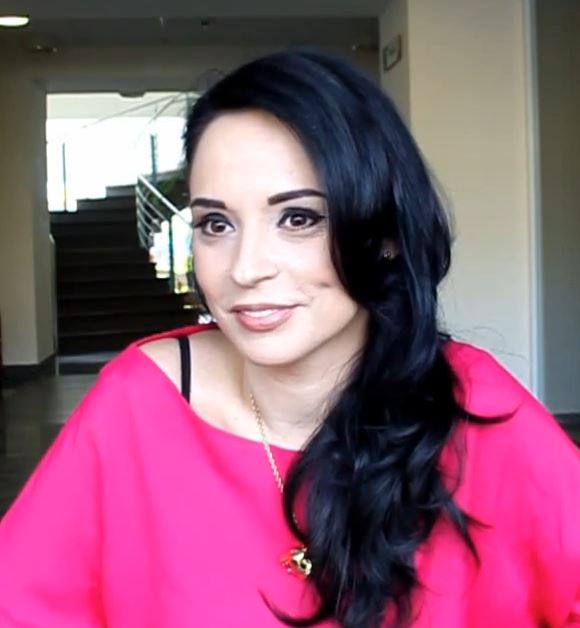
Andreea Marin Bănică, presentatrice dell'edizione 2006 (in coppia con Ioana Ivan) a Bucarest
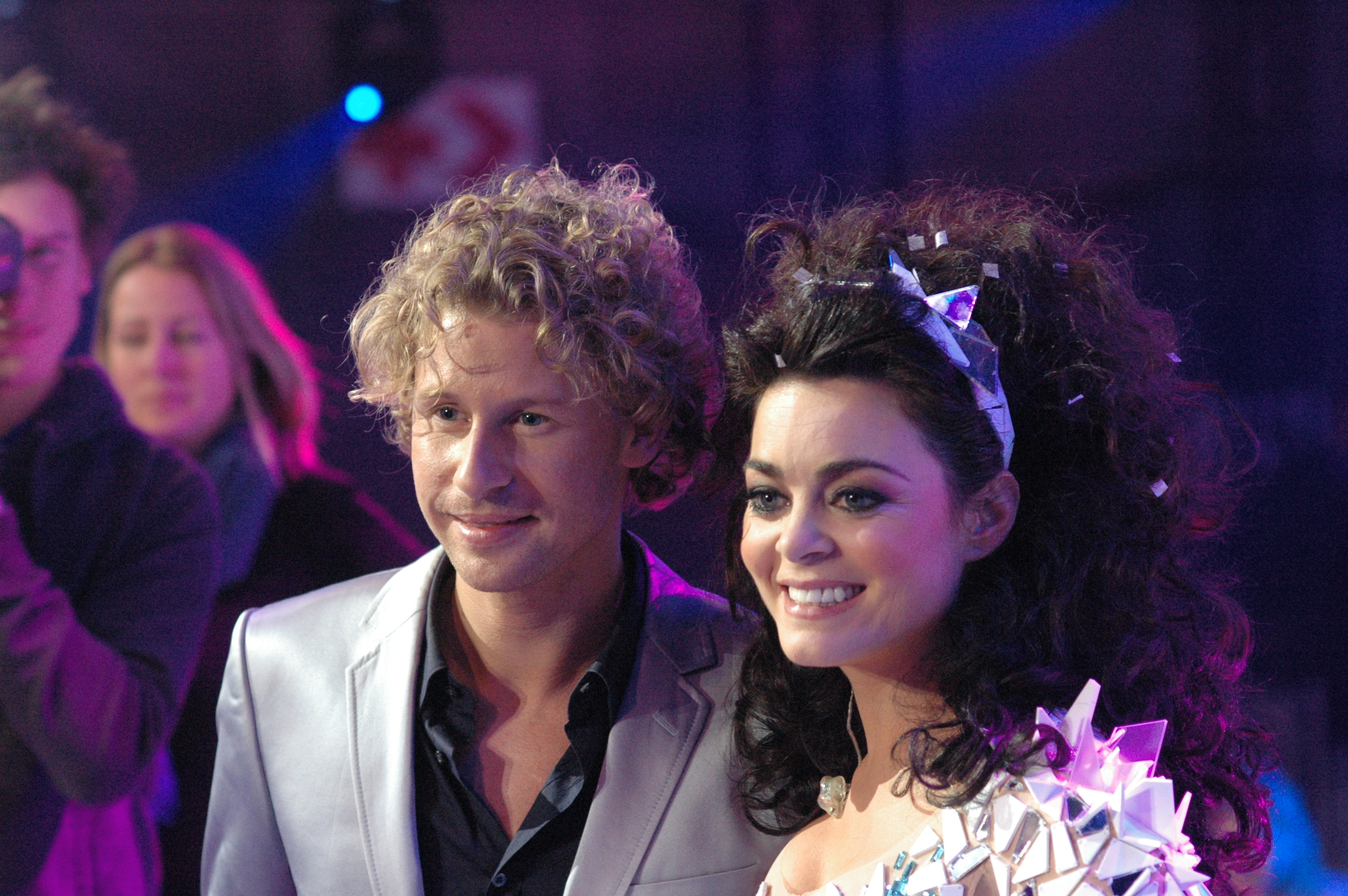
Ewout Genemans e Kim-Lian van der Meij, presentatori dell'edizione 2012 ad Amsterdam
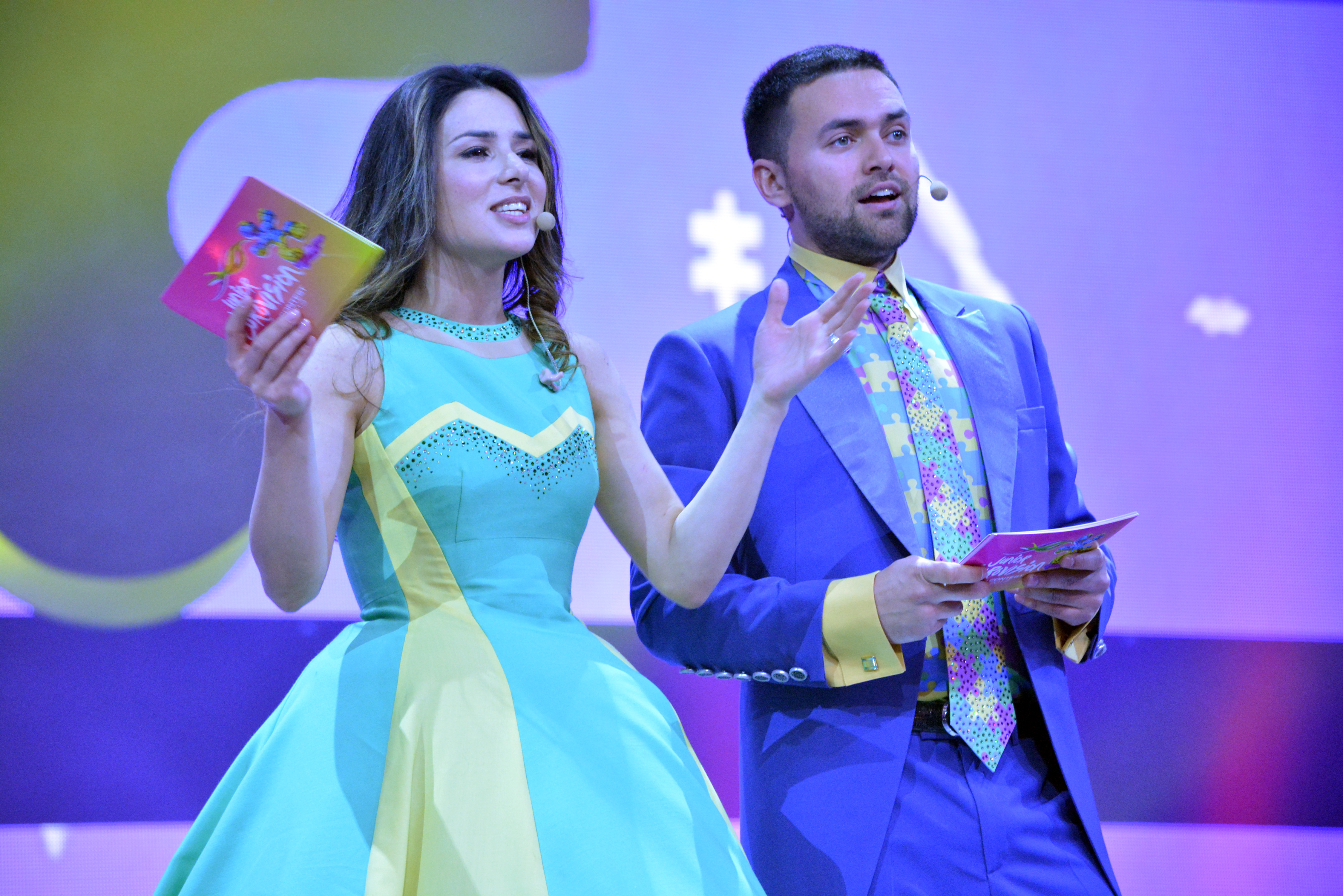
Timur Mirošnyčenko e Zlata Ohnjevič, presentatori dell'edizione 2013 a Kiev
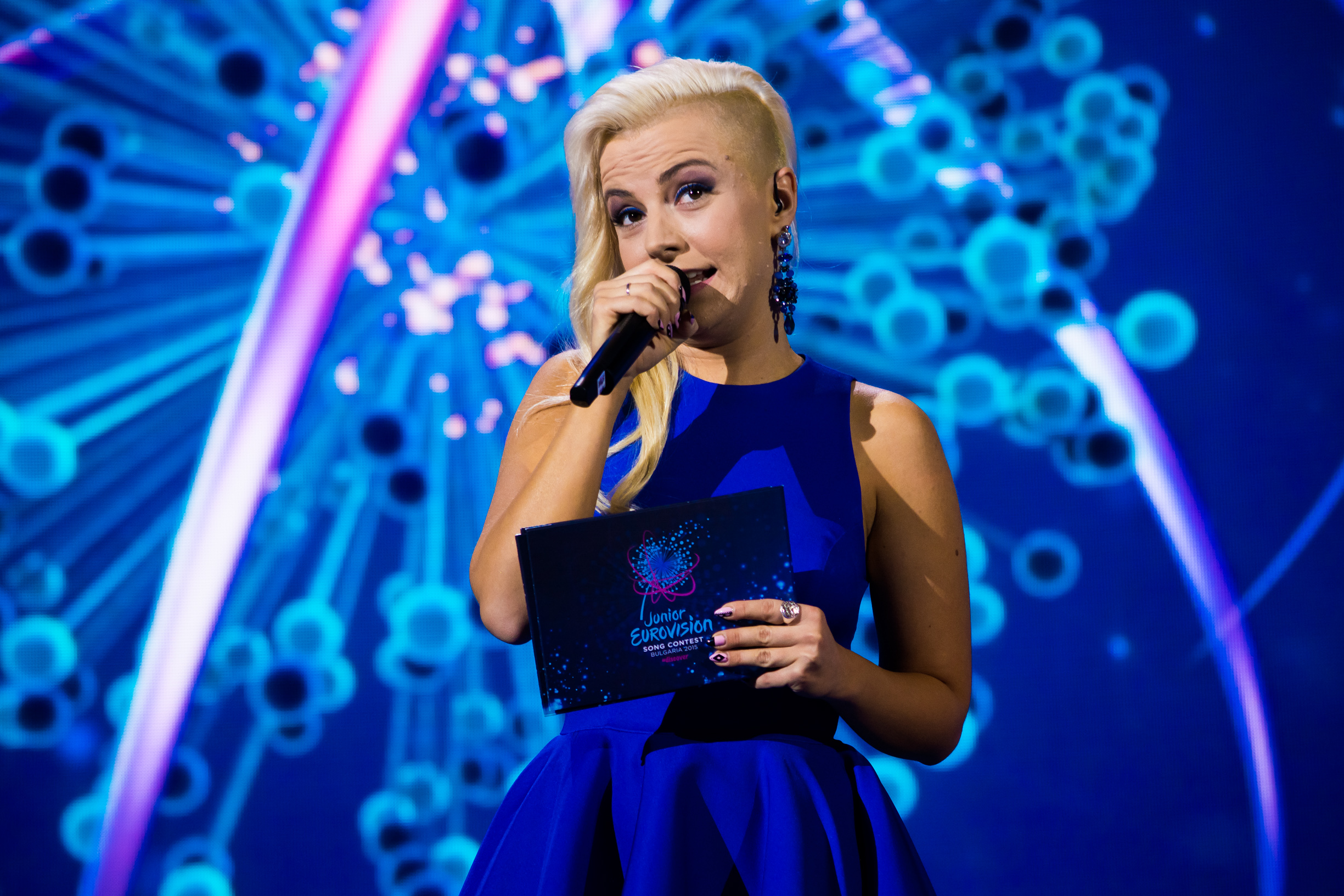
Poli Genova, presentatrice dell'edizione 2015 a Sofia
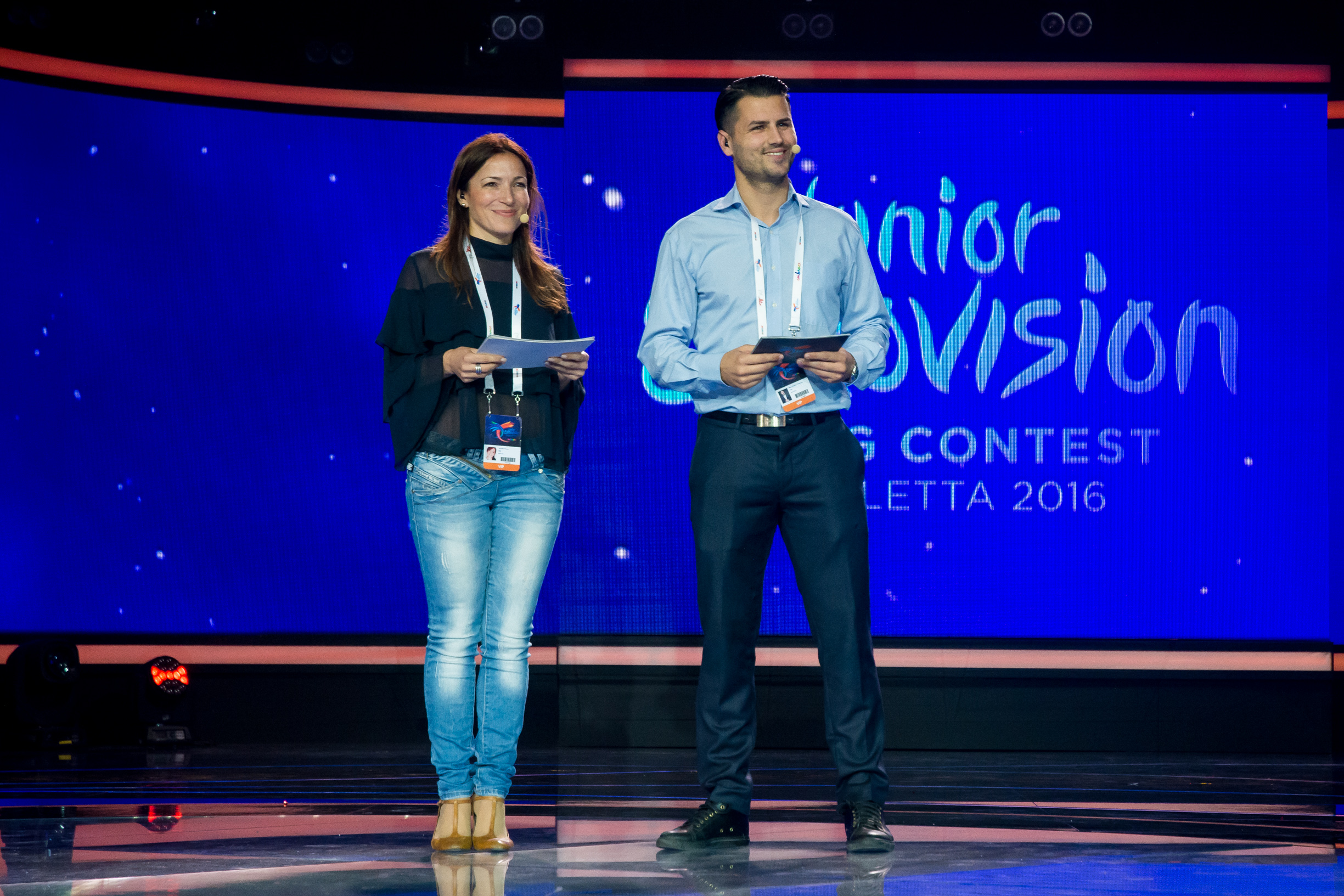
Ben Camille e Valerie Vella, presentatori dell'edizione 2016 a La Valletta
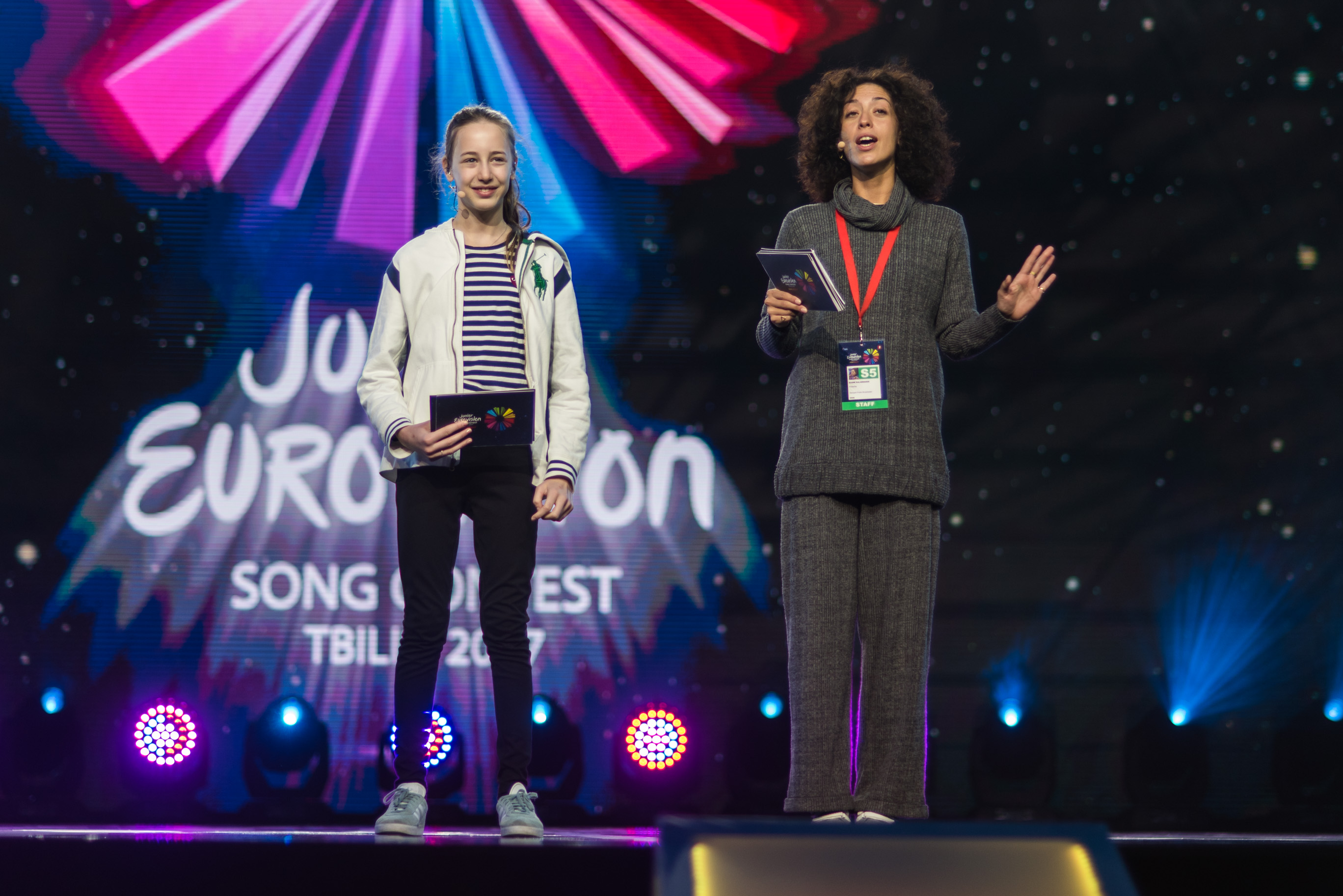
Lizi Japaridze e Helen Kalandadze, presentatrici dell'edizione 2017 a Tbilisi
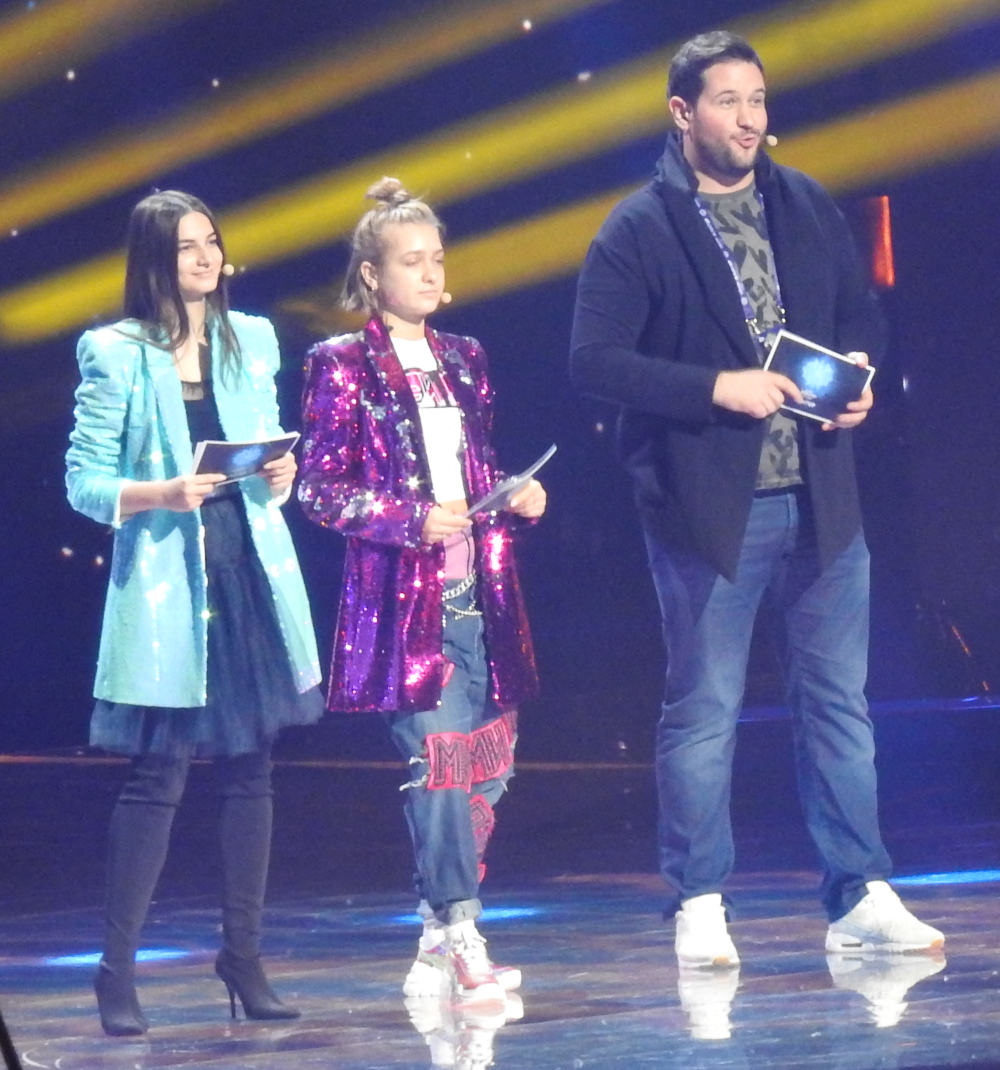
Helena Meraai, Zinaida Kupriyanovich e Jaŭgen Perlin, presentatori dell'edizione 2018 a Minsk
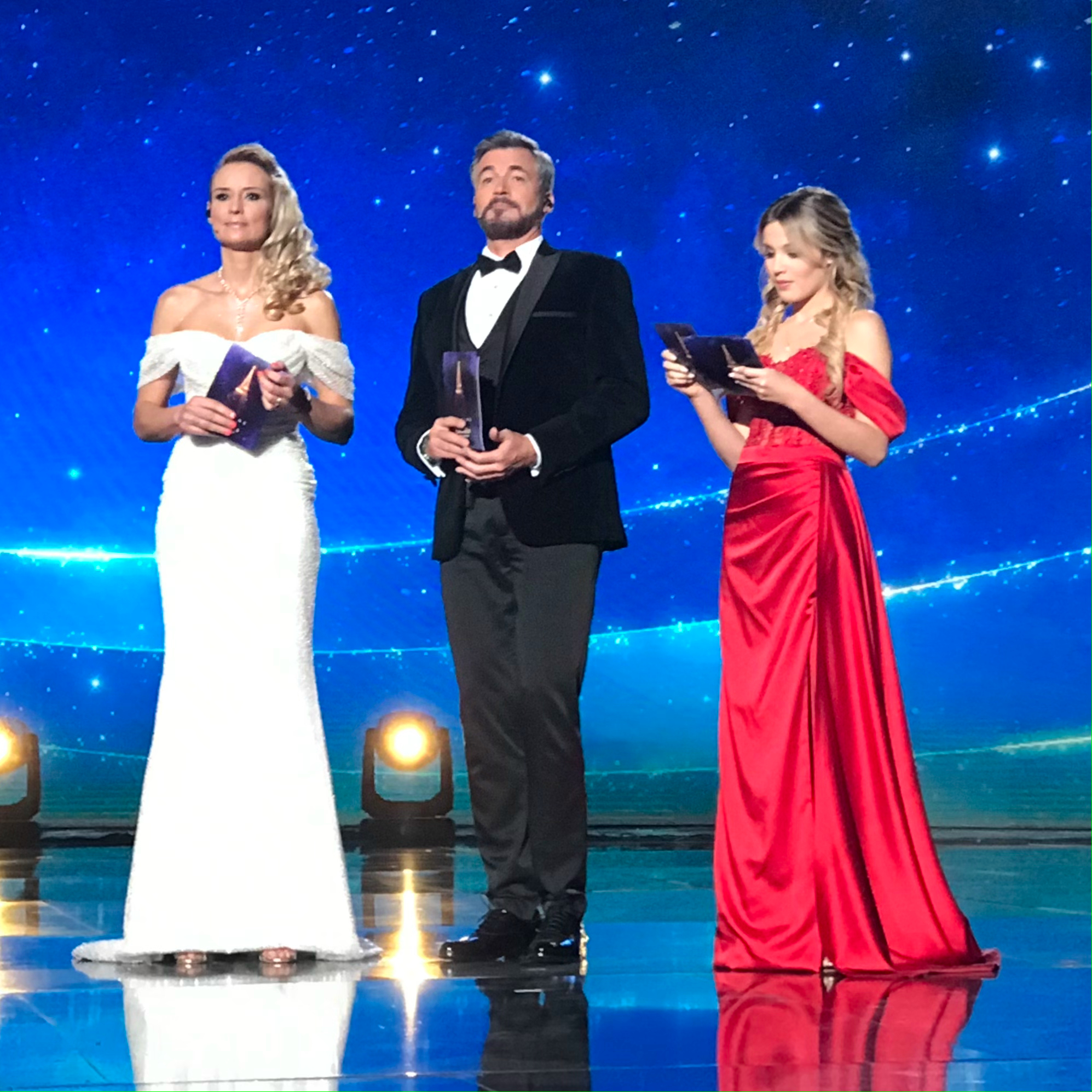
Élodie Gossuin, Olivier Minne e Carla Lazzari, presentatori dell'edizione 2021 a Parigi
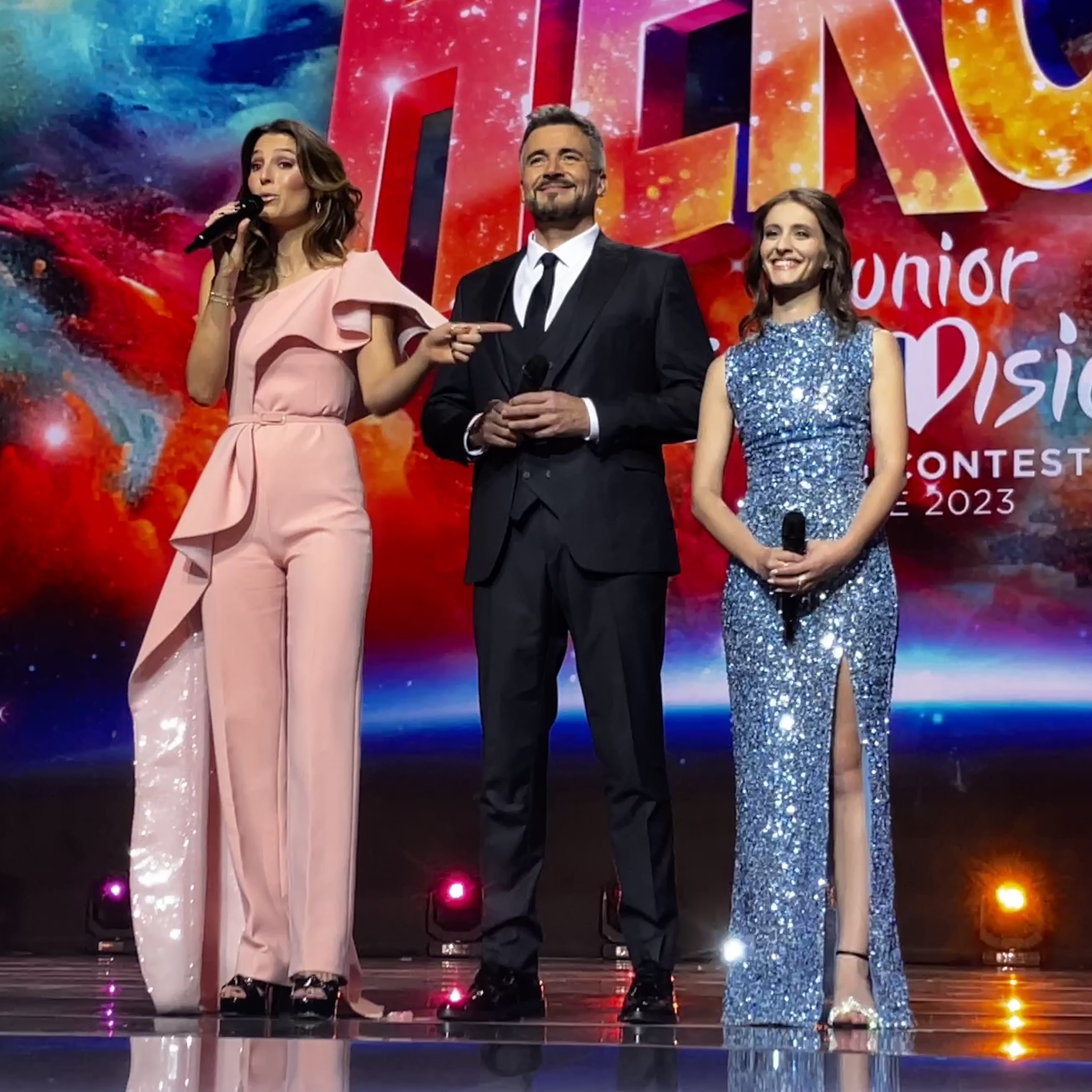
Laury Thilleman, Olivier Minne e Ophenya, presentatori dell'edizione 2023 a Nizza

### Green Room
La lista qui di seguito, contiene i nomi dei presentatori (non sempre stati presenti) della cosiddetta "Green Room", spazio o "stanza" riservata ai partecipanti di ogni edizione. I conduttori intervistano direttamente i cantanti durante la gara o durante la votazione per sentire come si sentono e per incrementare la suspense. I conduttori della "Green Room" possono essere presentatori in aggiunta a quelli della serata o direttamente uno o più degli stessi a presentare quest'ultima.
| Anno | Conduzione      | Note |
| ---- | --------------- | --- |
| 2009 | Dmytro Borodin  | Ha presentato il Festival europeo insieme a Timur Mirošnyčenko e Ani Lorak                                                                             |
| 2018 | Helena Meraai   | Ha rappresentato la Bielorussia, piazzandosi 5º, nell'edizione 2017 e ha presentato il Festival europeo insieme a Jaŭgen Perlin e Zinaida Kuprijanovič |
| 2019 | Roksana Węgiel  | Ha rappresentato la Polonia, vincendo l'edizione 2018 e ha presentato la manifestazione canora insieme a Ida Nowakowska e Aleksander Sikora            |
| 2022 | Karina Ignatyan | Ha rappresentato l' Armenia, piazzandosi 9º, nell'edizione 2019 e ha presentato la manifestazione canora insiema a Garik Papoyan e Iveta Mukuchyan.    |
| 2023 | Ophenya         | Ha presentato il Festival europeo insieme a Laury Thilleman e Olivier Minne                                                                            |

### Presentatore online
| Anno | Conduzione | Note  |
| ---- | ---------- | ----- |
| 2023 | Ophenya    | [ 1 ] |

### Opening Ceremony
| Anno | Sede                   | Conduzione                                             | Note |
| ---- | ---------------------- | ------------------------------------------------------ | --- |
| 2007 | Rotterdam, Paesi Bassi | Sipke Jan Bousema e Kim-Lian van der Meij              | Bousema e Kim-Lian hanno presentato insieme il Festival |
| 2012 | Amsterdam, Paesi Bassi | Ewout Genemans e Kim-Lian van der Meij                 | Genemans e Kim-Lian hanno presentato insieme il Festival |
| 2013 | Kiev, Ucraina          | Timur Mirošnyčenko e Ėlizabet Arfuš                    | Mirošnyčenko ha presentato il Festival europeo insieme a Zlata Ohnjevič                                                                                      |
| 2014 | Marsa, Malta           | Gianni Zammit                                          | |
| 2015 | Sofia, Bulgaria        | Joanna Dragneva                                        | |
| 2016 | La Valletta, Malta     | Taryn Mamo Cefai e Larissa Bonaci                      | |
| 2017 | Tbilisi, Georgia       | Liza Tsiklauri e Mariam Mamadashvili                   | Mamadashvili ha rappresentato la Georgia, vincendo l'edizione 2016                                                                                           |
| 2018 | Minsk, Bielorussia     | Denis Dudunskij e Anna Kvilorija                       | |
| 2019 | Gliwice, Polonia       | Agata Konarska e Mateusz Szymkowiak                    | |
| 2020 | Varsavia, Polonia      | Mateusz Szymkowiak                                     | Szymkowiak ha presentato l'Opening Ceremony anche nel 2019                                                                                                   |
| 2021 | Parigi, Francia        | Carla Lazzari                                          | Lazzari ha rappresentato la Francia nell'edizione 2019 |
| 2022 | Erevan, Armenia        | Dalita Avanessian, Hamlet Arakelyan e Aram Mp3         | Dalita ha rappresentato l' Armenia nell'edizione 2011, mentre Aram Mp3 ha rappresentato l' Armenia all'edizione 2014 dell'Eurovision Song Contest.           |
| 2023 | Nizza, Francia         | Carla Lazzari, Manon Théodet, Laura Tenoudji e Ophenya | Lazzari ha rappresentato la Francia nell'edizione 2019 e ha presentato il Festival europeo nel 2021 insieme a Élodie Gossuin e Olivier Minne.                |
| 2024 | Madrid, Spagna         | Evento annullato                                       | La cerimonia si è svolta a porte chiuse tra le delegazioni partecipanti, in solidarietà alla città di Valencia, colpita dall'alluvione della Spagna del 2024 |

## Presentatori del JESC che hanno presentato l'Eurovision Song Contest
Alcuni presentatori dello Junior Eurovision Song Contest hanno presentato successivamente anche l'Eurovision Song Contest per adulti:
- Nadia Hasnaoui, presentatrice del JESC 2004, ha presentato successivamente l'ESC 2010
- Timur Mirošnyčenko, presentatore del JESC 2009 e del JESC 2013, ha successivamente presentato l'ESC 2017